# Олесь Остапенко
Остапенко Олександр Кирилович (біл. Астапенка Аляксандр Кірылавіч; нар. 14 липня 1920, с. Сирська Буда, Рогачовський повіт, Гомельська губернія, РСФРР — 20 липня 1970, РРФСР, СРСР) — білоруський поет, літературознавець.

## Біографія
Народився 14 липня 1920 р. в селі Сирська Буда у селянській сім'ї. До німецько-радянської війни закінчив 3 курси літературного факультету Мінського педагогічного інституту (1938 — 1941). Одночасно працював у редакції газети «Звязда». Під час війни — редактором і диктором білоруської редакції Всесоюзного радіокомітету (Москва), учасником битв на Західному і Брянському фронтах. Улітку 1943 року під Орлом був тяжко поранений. З восени 1943 року знову працював на радіо в Москві. Повернувшись до Мінська, завідував відділенням літератури і мистецтва газети «Чырвоная змена» (1946 — 1947), відділенням піонерського життя журналу «Бярозка» (1947 — 1953). Член Союзу письменників СРСР (з 1947).

## Творчість
Виступав з рецензіями і статтями з 1940 року. Дебютував з віршем у 1942 році. Автор збірок поезії «Выпрабаванне» (1947, допрацьоване видання в 1980), «Дзень маёй Радзімы» (1952), «Выбранае» (1957), «Сэрца спявае» (1960). Деякі вірші покладені на музику.
У віршах уславляв воєнний подвиг радянської людини.
Перекладав білоруською мовою твори російських, українських, литовських, латиських, німецьких поетів, у тому числі Михайла Ісаковського, Райніса, Павла Тичини, Ґіри Людаса, а також грузинські казки.

## Нагороди
Нагороджений орденом Вітчизняної війни II ступеня і медалями.